# Championnat d'Europe masculin de rink hockey des moins de 20 ans 1953
Navigation
Championnat d'Europe masculin des moins de 20 ans 1955
Le Championnat d'Europe de rink hockey masculin des moins de 20 ans 1953 est la toute première édition de la compétition organisée par le Comité européen de rink hockey et réunissant les meilleures nations européennes des moins de 20 ans. Cette édition a lieu à Lisbonne, au Portugal.
L'équipe du Portugal des moins de 20 ans remporte la première couronne européenne de rink hockey.

## Participants
Quatre équipes prennent part à cette compétition.
- Belgique
- Espagne
- France
- Portugal

## Résultats
Chaque équipe se rencontre une fois. les deux meilleurs nations s'affrontent dans un ultime match.
| Rang | Équipe   | Pts | J | G | N | P | Bp | Bc | Diff |  | Résultats |  |     |     |      |
| ---- | -------- | --- | - | - | - | - | -- | -- | ---- |  | --------- |  | --- | --- | ---- |
| 1    | Portugal | 5   | 3 | 2 | 1 | 0 | 25 | 4  | +21  |  | Portugal  |  | 2-2 | 7-0 | 16-2 |
| 2    | Espagne  | 5   | 3 | 2 | 1 | 0 | 21 | 3  | +18  |  | Espagne   |  |     | 3-0 | 16-1 |
| 3    | France   | 2   | 3 | 1 | 0 | 2 | 8  | 11 | -3   |  | France    |  |     |     | 8-1  |
| 4    | Belgique | 0   | 3 | 0 | 0 | 3 | 4  | 40 | -36  |  | Belgique  |  |     |     |      |

Finale
|  | Portugal | 4-0 | Espagne |  |  |
|  |          |     |         |  |  |